# Bjästa IF
Bjästa IF var en idrottsförening från Bjästa i dåvarande Nätra landskommun, Ångermanland. Uppgifterna om när föreningen bildades är motstridiga. Årets ishockey årgång 1964 anger att Bjästa IF "startade på nytt för en tre-fyra år sedan efter att ha haft idrottsföreningen nedlagd en längre tid." Samtidigt anger tidigare årgångar att Bjästa IF placerat sig tvåa i Division V Ångermanland 1956/57 och vunnit samma serie säsongen därpå. Säsongen 1958/59 slutade man tvåa i Division IV Ångermanland Norra. Segraren var Alfredshem IK:s B-lag och då B-lag var hänvisade till distriktsserierna flyttades Bjästa IF upp till Division III.
Framgångarna fortsatte och säsongen 1963/64 vann man Division III Södra Nordsvenska med sexton raka segrar. Säsongen 1964/1965 spelade man i Division II och nådde en sjätteplacering. Till den följande säsongen 1965/1966 gick klubben ihop med Köpmanholmens IF och bildade Köpmanholmen/Bjästa IF (KB 65).

## Se vidare
- KB 65 (efterföljarförening)